# Coruxo (Vigo)
Coruxo és una parròquia del municipi gallec de Vigo, a la província de Pontevedra.

## Geografia
Situada al sud-oest del nucli urbà, limita al nord amb la ria de Vigo i la parròquia de Navia, a l'est amb Comesaña i Valadares, a l'oest amb Oia i al sud amb el municipi de Nigrán. A la costa, davant de la platja d'O Vao hi ha l'illa de Toralla, unida al continent per un pont.

## Demografia
L'any 2015 tenia 5.296 habitants repartits entre 41 entitats de població: Abade, Os Bouzós, Breadouro, Burdés, A Calzada, O Carballal, A Carrasqueira, O Ceán, O Combro, Coruxo de Abaixo, O Cotarelo, Couto de Abaixo, Couto de Arriba, Fontela, Fragoselo, A Gándara, O Gato, A Igrexa, As Laxes, A Longra, A Luz, Melcas, Moláns, Muíños, A Parrocha, A Pedreira, As Quintas, O Río, Romeu, As Roteas, O Rozo, San Lourenzo, A Silveira, A Taberna, Tarrío, A Tintureira, Toralla, A Torre, O Vao, O Verdeal i Viñó.

## Llocs d'interès
- Illa de Toralla
- Església romànica de Sant Salvador
- Restes arqueològiques de l'Edat de Bronze
- Platja d'O Vao

## Esports
L'equip de futbol local, el Coruxo Fútbol Club, juga actualment al grup 1 de la Segona Divisió B i disputa els seus partits al Campo do Vao. Cal destacar també el Club de Remo Coruxo.